# Cocoa Beach
Cocoa Beach é uma cidade localizada no estado americano da Flórida, no condado de Brevard. Foi incorporada em 1925.

## Geografia
De acordo com o United States Census Bureau, a cidade tem uma área de 39,2 km², onde 12,1 km² estão cobertos por terra e 27,1 km² por água.

### Localidades na vizinhança
O diagrama seguinte representa as localidades num raio de 16 km ao redor de Cocoa Beach.

## Demografia
Segundo o censo nacional de 2010, a sua população é de 11 231 habitantes e sua densidade populacional é de 930,5 hab/km². É a localidade que, em 10 anos, teve a maior redução populacional do condado de Brevard. Possui 8 866 residências, que resulta em uma densidade de 734,6 residências/km².

## Geminações
A cidade de Cocoa Beach é geminada com as seguintes municipalidades:
- Kyustendil, Kyustendil, Bulgária[4]
- Santa Marta, Magdalena, Colômbia[5]